# Servizio ferroviario suburbano di Milano

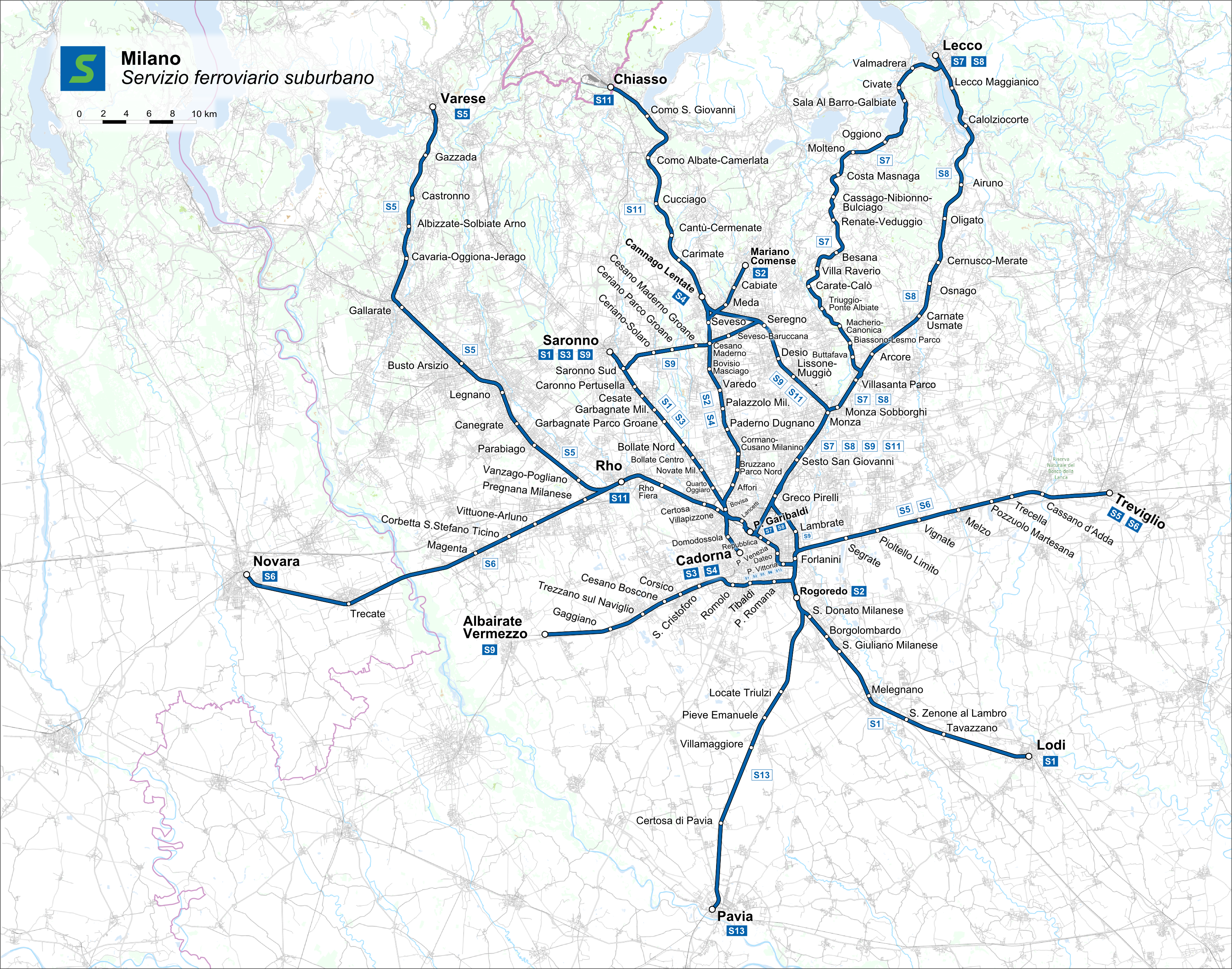
Liniennetz seit Januar 2016

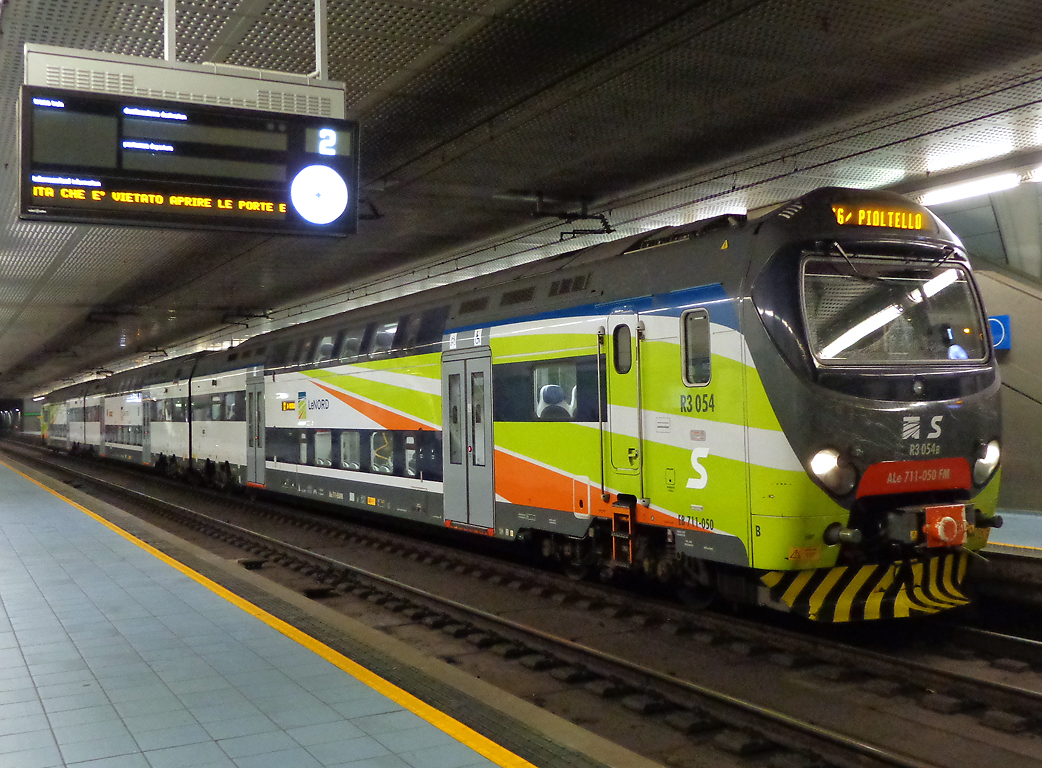
Doppelstock-Triebzug Typ TSR der Linie S6 am Bahnhof Milano Porta Venezia

Der Servizio ferroviario suburbano di Milano ist ein Schienenpersonennahverkehrssystem in der Agglomeration Mailand. Es wurde am 12. Dezember 2004 eröffnet, besteht aus zehn Linien und ist mit der U-Bahn Mailand verknüpft.
Die Stammstrecke ist der Passante ferroviario, der von Milano Certosa und von Milano Bovisa unterirdisch nach Milano Rogoredo verläuft und von fünf Linien genutzt wird. Eine weitere innerstädtische Durchmesserlinie ist der Passantino, der den Bahnhof Milano Porta Garibaldi mit Milano Greco-Pirelli verbindet.
Auf dem Netz wird modernes Rollmaterial eingesetzt, das im 30-Minuten-Takt verkehrt. Durch Überlagerung von zwei Linien entsteht ein 15-Minuten-Takt. Die Linienbezeichnung S leitet sich nicht von schnell, sondern aus suburbano (deutsch: vorortlich) ab. Die Metro bedient nur Bereiche in einem Radius von 20 km, der Servizio ferroviario suburbano di Milano in einem Bereich von 60 km und die Regionalzüge bis zu 120 km.

## Geschichte

### Vorgeschichte
Die Idee einer unterirdischen Verbindungsbahn zwischen den Kopfbahnhöfen Porta Garibaldi und Porta Vittoria stammt aus den 1960er Jahren. Der Bau dieser als Passante Ferroviario bezeichneten Stammstrecke wurde aber erst 1983 beschlossen. Die Arbeiten begannen 1984 mit dem unterirdischen Bahnhof Repubblica, der gemeinsam mit der U-Bahn-Station der kreuzenden Linie M3 gebaut wurde.
Im November 1997 wurde der erste Abschnitt zwischen den Bahnhöfen Bovisa und Porta Venezia mit einem Vorlaufbetrieb (Inselbetrieb im 15-Minuten-Takt) in Betrieb genommen.
1999 wurde die zweite Zufahrt zur Stammstrecke vom Bahnhof Certosa eröffnet. Zu diesem Zeitpunkt wurden die Vorortlinien aus Saronno, Mariano Comense und Varese in die Tunnelstrecke hinein geführt.
Im Jahr 2002 konnte die Verlängerung der Tunnelstrecke bis zum unterirdischen Bahnhof Dateo in Betrieb genommen werden.

### Einführung des Systems

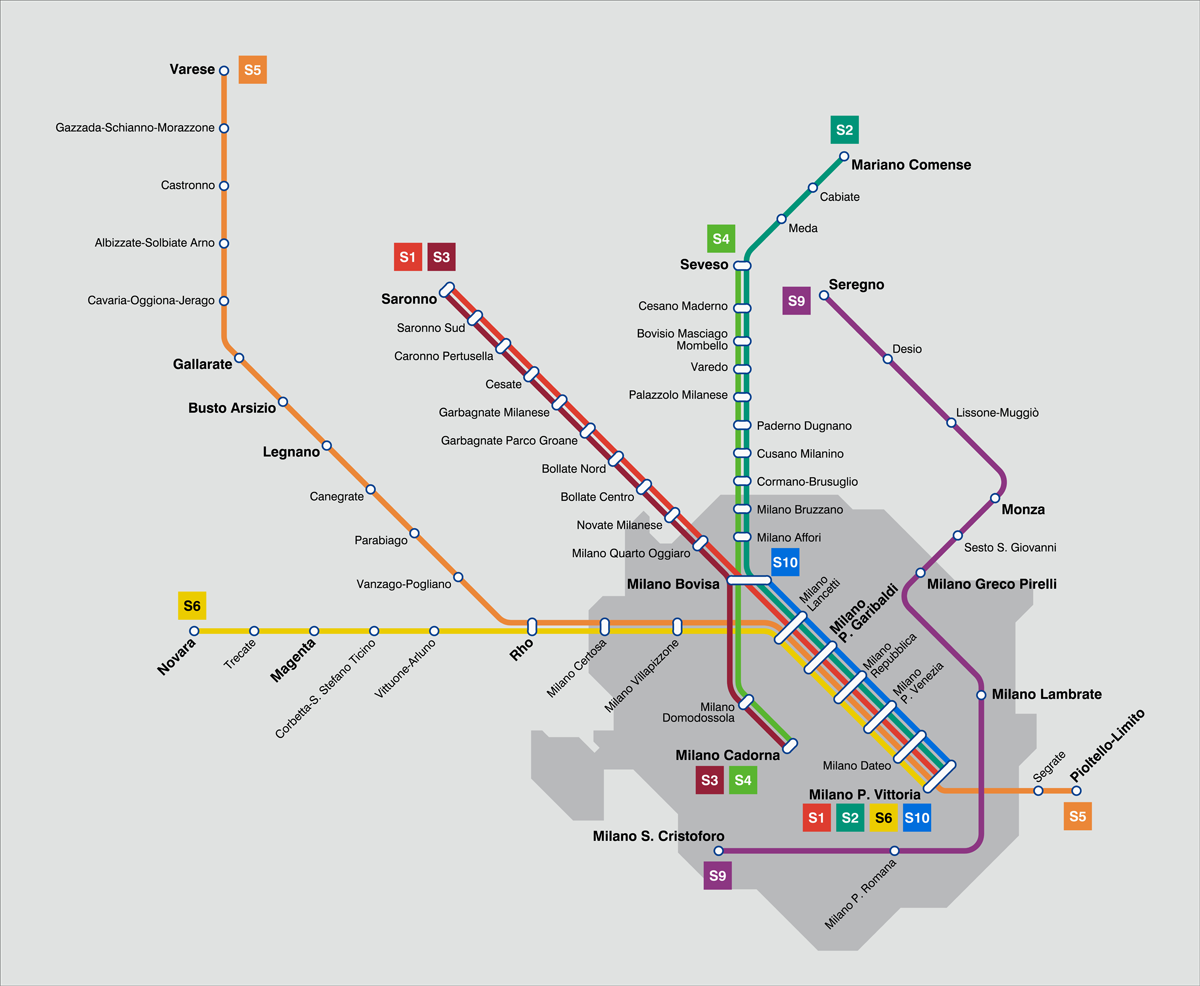
Das Netz bei Inbetriebnahme 2004

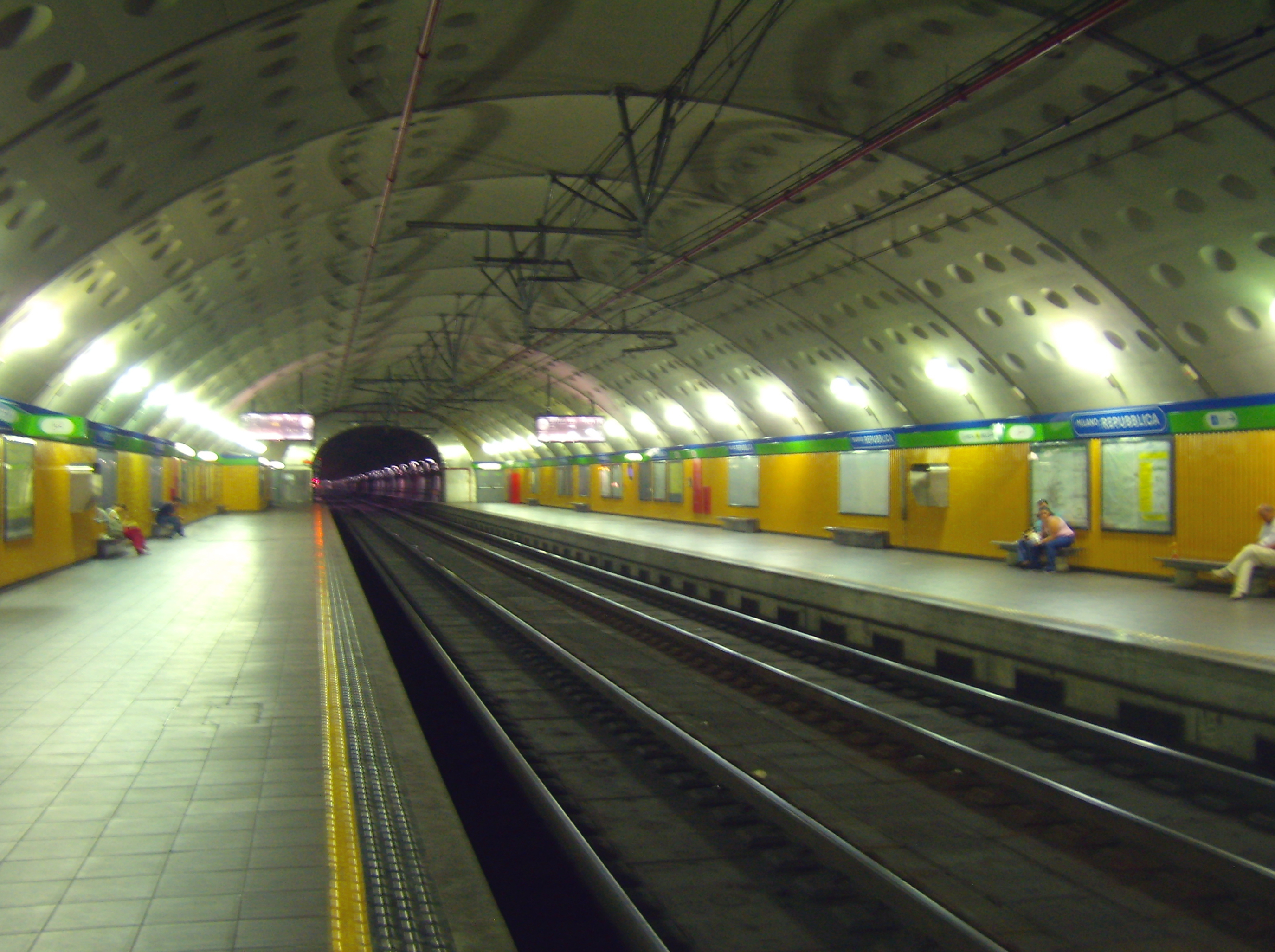
Bahnhof Repubblica an der Stammstrecke

Am 12. Dezember 2004 konnte schließlich die gesamte Tunnelstrecke bis zum neuen 4-gleisigen unterirdischen Bahnhof Porta Vittoria in Betrieb genommen werden (der alte Kopfbahnhof war 1991 stillgelegt worden). Es fehlte jedoch noch der südöstliche Anschluss, so dass vier der fünf Linien des zu diesem Zeitpunkt eröffneten Netzes an diesem Bahnhof endeten. Das Netz des Servizio ferroviario suburbano di Milano umfasste bei seiner Betriebsaufnahme folgende Linien:
S1 Saronno – Milano Porta Garibaldi – Milano Porta Vittoria
S2 Mariano – Milano Porta Garibaldi – Milano Porta Vittoria
S5 Varese – Milano Porta Garibaldi – Milano Porta Vittoria – Pioltello
S6 Novara – Milano Porta Garibaldi – Milano Porta Vittoria
S10 Milano Bovisa – Milano Porta Garibaldi – Milano Porta Vittoria
Gleichzeitig wurden auch zwei Linien in das System integriert, die die Stammstrecke nicht befuhren, sondern den zentrumsnahen Bahnhof Cadorna bedienten:
S3 Saronno – Milano Cadorna
S4 Meda – Seveso – Milano Cadorna
Des Weiteren wurde der östliche und südliche Eisenbahnring mit einer Linie in das Netz integriert, die zunächst keine Umstiegsmöglichkeiten zu den anderen Linien besaß:
S9 Seregno – Milano Lambrate – Milano San Cristoforo

### Weitere Entwicklungen
2006

Lage der Stammstrecke (Passante)

Am 19. Februar wurde die Linie S4 von Seveso über eine bis dahin nicht mehr genutzte Strecke bis zum Bahnhof Camnago-Lentate verlängert, wo eine Umsteigemöglichkeit zu den Regionalzügen der Bahnstrecke Chiasso–Mailand besteht.
Am 19. Juni wurde auf der Linie S9 der neue Haltepunkt Milano Romolo eröffnet, wo eine Verbindung zum gleichnamigen U-Bahnhof der Linie M2 besteht.
2008

Am 15. Juni wurde die südöstliche oberirdische Anbindung an den Bahnhof Porta Vittoria fertiggestellt, so dass die Linien S1, S2, S6 und S10 bis zum Bahnhof Rogoredo verlängert werden konnten, der zu diesem Zweck einen eigenen Bahnhofsteil mit Kopfgleisen bekam.
2009

Am 14. Juni wurde der neue Haltepunkt Pregnana Milanese auf der Linie S6 eröffnet. Am gleichen Tag wurde der Haltepunkt Serenella (auf den Linien S1 und S3) in Garbagnate Parco delle Groane umbenannt.
Am 13. Dezember konnten östlich Mailands die Strecken der Vorortbahn auf eigenem Gleiskörper nach Lodi und Treviglio in Betrieb genommen werden. So wurde die S1 nach Lodi verlängert und die S6 wurde statt nach Milano Rogoredo gemeinsam mit der S5 in Richtung Treviglio geführt. Damit gab es zum ersten Mal echte West-Ost-Durchmesserlinien über die Stammstrecke.
Außerdem wurden zwei weitere Linien eröffnet, die die Stammstrecke nicht befahren:
S8 Lecco – Carnate – Milano Porta Garibaldi
S11 Chiasso – Milano Porta Garibaldi
2010

Vom 1. Februar bis zum 11. Dezember wurden einzelne Fahrten der S10 über Milano Bovisa hinaus zum Flughafen Malpensa verlängert. Seit dem 12. Dezember kann der Flughafen Malpensa mit dem Malpensa Express direkt vom Bahnhof Centrale aus erreicht werden. Aus diesem Grund wurden die Fahrten der S10 zum Flughafen wieder eingestellt.
2011

Am 12. Juni wurde die S9 von Milano San Cristoforo nach Albairate verlängert, so dass auch diese Linie zu einer Durchmesserlinie wurde (allerdings ohne Bedienung der Stammstrecke).
Am 11. Dezember wurde mit der Strecke Milano Rogoredo – Pavia eine weitere Vorortstrecke in die Stammstrecke eingeführt, so dass jetzt alle ursprünglich für den Stammstreckentunnel vorgesehenen Anbindungen in Betrieb sind. Im Jahre 2004, bei der Inbetriebnahme des Systems, war dieser Endzustand für das Jahr 2008 vorgesehen. Bedient wird der neue Streckenast von der Linie S13, die die bisherige Linie S10 ersetzt.
S13 Milano Bovisa – Milano Porta Garibaldi – Milano Porta Vittoria – Pavia
2012

Am 9. Dezember wurde die S9 von Seregno zum Endpunkt der S1 und S3 nach Saronno verlängert.
Dabei wurde der Personenverkehr auf einer Strecke wieder aufgenommen, die seit dem 1. August 1958 nur noch im Güterverkehr bedient wurde. In diesem Zusammenhang wurde die Strecke wieder elektrifiziert und der Abschnitt Saronno – Cesano Maderno zweigleisig ausgebaut.
Zum gleichen Zeitpunkt wurde außerdem das Angebot auf vielen Strecken erweitert und Taktlücken im 30-Minuten-Takt geschlossen. Auf der S1 wird jetzt auch abends sowie an Samstagen und Sonntagen ein 30-Minuten-Takt angeboten. Auf der Linie S2 wurden zwei Zugpaare am frühen Nachmittag eingefügt, die große Taktlücke am Vormittag blieb aber bestehen. Die Linie S4 übernahm den Abendverkehr auf der Strecke Milano – Seveso von der S2 und verkehrt bis 0:30 Uhr im Halbstundentakt. Auf der Linie S6 wird jetzt ab 5 Uhr morgens ein durchgehender 30-Minuten-Takt angeboten. Auf der Linie S11 wurde ein Zugpaar am Nachmittag eingefügt, so dass der 30-Minuten-Takt eine Stunde früher beginnt. Die Linie S13 wird jetzt auch vormittags und nach 21 Uhr im Halbstundentakt bedient.
2013

Im Juni wurden zwei neue Haltestellen eröffnet: Am 9. Juni erfolgte die Inbetriebnahme der Haltestelle Pieve Emanuele auf der Linie S13 zwischen Mailand und Pavia und am 22. Juni folgte die Haltestelle Cesano Maderno Groane auf der Linie S9 zwischen Seregno und Saronno, die jedoch nur von jedem zweiten Zug und damit im Stundentakt bedient wird.
Am 15. Dezember wurde aufgrund von Bauarbeiten die Linie S2 auf die Strecke Milano Rogoredo – Seveso eingekürzt. Der weitere Streckenverlauf bis Mariano Comense wird für ein Fahrplanjahr im Schienenersatzverkehr bedient. Auf der Linie S4 verkehren jetzt alle Fahren auf dem einheitlichen Linienweg nach Camnago Lentate, der Ast nach Meda wird nicht mehr bedient. Auf der Linie S9 halten jetzt alle Fahren an der Haltestelle Cesano Maderno Groane.
2014

Am 14. Dezember wurde die bisherige Regionallinie Milano Porta Garibaldi – Molteno – Lecco als Linie S7 formal in den Servizio ferroviario suburbano di Milano integriert. Diese Strecke ist nicht elektrifiziert und wird weiterhin von Dieseltriebwagen befahren. Anlässlich der Umbenennung wurde das Angebot an Sonn- und Feiertagen auf einen 2-Stunden-Takt verdichtet.
2015

Am 26. April wurde aufgrund der Expo 2015 das Angebot auf einigen Linien ausgeweitet und eine neue Linie eingerichtet. Die Linie S2, die seit Ende 2013 nicht mehr auf dem Abschnitt Seveso – Mariano Comense verkehrte, nahm den Betrieb zwischen Sevoso und Meda wieder auf. Auch die abendlichen Fahrten der S4 wurden wieder aufgenommen. Samstags und sonntags wurde der Takt der Linie S6 auf einen Halbstundentakt verdichtet. Die Linie S7 verkehrt jetzt auch sonntags stündlich. Die Linie S11 wurde von Porta Garibaldi nach Rho verlängert und auf dem gesamten Linienweg auf einen Halbstundentakt verdichtet. Außerdem wurde zwischen Rho und Rogoredo die neue Linie S14 mit Halbstundentakt von 9 bis 24 Uhr eingerichtet.
S14 Rho – Milano Porta Garibaldi – Milano Porta Vittoria – Milano Rogoredo
Am 9. Mai wurde der Umsteigebahnhof Milano Forlanini in Betrieb genommen, der eine Verknüpfung der Ringlinie S9 mit den auf der Stammstrecke verkehrenden Linien S5 und S6 ermöglicht.

Mit dem Ende der Expo am 1. November wurde der Betrieb der Linie S14 wieder eingestellt, die Linie S11 verkehrt seitdem nur noch werktags zwischen 7 und 21 Uhr mit jedem zweiten Zug von Porta Garibaldi weiter nach Rho.
2016

Am 12. September wurden zwei morgendliche Verstärkerzugpaare auf dem Abschnitt Melegnano – Milano Bovisa der S1 eingeführt. Sie erhielten die neue Linienbezeichnung S12.
S12 Milano Bovisa – Milano Porta Garibaldi – Milano Porta Vittoria – Melegnano
2022

Am 11. Dezember wurde der neue Haltepunkt Milano Tibaldi auf der Linie S9 in Betrieb genommen. Der Bahnhof Villasanta auf der Linie S7 wird in Villasanta Parco umbenannt.
2023

Am 28. August 2023 wurde nach zahlreichen Anfragen von Pendlern die Linie S12, die im März 2020 mit Ausbruch der COVID-19-Pandemie eingestellt worden war, wieder in Betrieb genommen. Das anfängliche Angebot umfasst 8 Fahrten (4 Abfahrten ab Mailand Bovisa und 4 Abfahrten ab Melegnano) und stärkt damit die Linie S1 im Mittelabschnitt. Auch die Linie S9 wurde wieder auf einen halbstündlichen Takt zurückgeführt.
2024

Mit Fahrplanwechsel vom 9. Juni 2024 wurde ab dem 10. Juni 2024 die Linie S12 von Milano Bovisa Politecnico nach Cormano-Cusano Milanino und die Linie S13 von Milano Bovisa Politecnico nach Garbagnate Milanese verlängert.

## Linien
| Linie | Strecke                                                       | Länge   | Bahnhöfe | Betreiber       |
| ----- | ------------------------------------------------------------- | ------- | -------- | --------------- |
| S1    | Saronno ↔ Milano Passante ↔ Lodi                              | 55,4 km | 25       | Trenord         |
| S2    | Meda ↔ Milano Passante ↔ Milano Rogoredo                      | 24,9 km | 20       | Trenord         |
| S3    | Saronno ↔ Milano Cadorna                                      | 23,6 km | 13       | Trenord         |
| S4    | Camnago-Lentate ↔ Milano Cadorna                              | 21,2 km | 13       | Trenord         |
| S5    | Varese ↔ Milano Passante ↔ Treviglio                          | 92,6 km | 31       | ATI Trenord-ATM |
| S6    | Novara ↔ Milano Passante ↔ Pioltello-Limito ( – Treviglio)    | 83,5 km | 25       | Trenord         |
| S7    | Lecco ↔ Molteno ↔ Milano Porta Garibaldi                      | 57 km   | 22       | Trenord         |
| S8    | Lecco ↔ Carnate-Usmate ↔ Milano Porta Garibaldi               | 49,9 km | 13       | Trenord         |
| S9    | Saronno ↔ Milano Lambrate ↔ Albairate                         | 64 km   | 24       | Trenord         |
| S11   | Chiasso ↔ Milano Porta Garibaldi (↔ Rho)                      | 63,9 km | 18       | Trenord         |
| S13   | Cormano-Cusano ↔ Melegnano                                    | 22,4 km | 15       | Trenord         |
| S13   | Garbagnate Milanese ↔ Milano Bovisa ↔ Milano Passante ↔ Pavia | 39 km   | 19       | Trenord         |

 Die Wegangabe Milano Passante umfasst die unterirdischen Bahnhöfe Lancetti, Porta Garibaldi, Rebubblica, Porta Venezia, Dateo und Porta Vittoria.

## Planungen

### Geplante Haltepunkte
An den bestehenden Linien sollen folgende Haltepunkte ergänzt werden:
| Linie              | Haltepunkte                   |
| ------------------ | ----------------------------- |
| S1                 | Zivido                        |
| S1 · S2 · S9 · S13 | Milano Zama                   |
| S2 · S4            | Cesano Maderno Sud            |
| S5                 | Busto Interscambio, Nerviano  |
| S7 · S8            | Monza Libertà                 |
| S7 · S8 · S9 · S11 | Monza San Rocco               |
| S9                 | Milano Canottieri Olona       |
| S9 · S11           | Monza Ovest, Monza San Biagio |